# Brachycephalus guarani
Espèce
Brachycephalus guarani est une espèce d'amphibiens de la famille des Brachycephalidae.

## Répartition
Cette espèce est endémique de l'État de São Paulo au Brésil. Elle a été découverte à Ubatuba à 922 m d'altitude.

## Description
Cette espèce mesure de 8,7 à 13,4 mm

## Publication originale
- Clemente-Carvalho, Giaretta, Condez, Haddad & Dos Reis, 2012 : A new species of miniaturized toadlet genus Brachycephalus (Anura: Brachycephalidae) from the Atlantic forest of southeastern Brazil. Herpetologica, vol. 68, no 3, p. 365-374.